# Bonvivant-Quadrille
Die Bonvivant-Quadrille ist eine Quadrille von Johann Strauss (Sohn) (op. 86). Sie wurde am 16. August 1850 im Wiener Volksgarten erstmals aufgeführt.

## Einzelnachweis
1. ↑  Quelle: Englische Version des Booklets (Seite 84) in der 52 CDs umfassenden Gesamtausgabe der Orchesterwerke von Johann Strauß (Sohn), Hrsg. Naxos (Label). Das Werk ist als fünfter Titel auf der 31. CD zu hören.